# Rhizotrochus tuberculatus
Rhizotrochus tuberculatus is een rifkoralensoort uit de familie van de Flabellidae. De wetenschappelijke naam van de soort is voor het eerst geldig gepubliceerd in 1879 door Tenison-Woods.